# コスモ アースコンシャスアクト
コスモ アースコンシャス アクト（コスモアースコンシャスアクト）は、TOKYO FMがJFN加盟局で行うキャンペーン「“EARTH CONSCIOUS” -地球を愛し、感じる心-」に基づいて放送される番組で、1998年1月からその一環で放送されているラジオ番組。提供はコスモ石油。
平日帯番組、週1回番組と何度か形は変わっているが、全加盟局（特別加盟局は除く）で放送されている。

## 百万人のメッセージ
コスモ アースコンシャス アクト 百万人のメッセージ（コスモアースコンシャスアクト ひゃくまんにんのメッセージ）のタイトルで、1998年1月5日 - 2003年3月28日まで放送された。放送時間は平日 6:51 - 6:55（一部地域で時間が異なった）。毎日1人のゲストがアースコンシャスについて語る。番組進行は「立花裕人のMORNING FREEWAY」のアシスタントアナウンサー。
東京と一部ネット局では、立花裕人のMORNING FREEWAYに、また、JFNネット局ではgood morning! That's wakeman showに内包して放送された。

## ずっと地球で暮らそう。
コスモ アースコンシャス アクト ずっと地球で暮らそう。（コスモアースコンシャスアクト ずっとちきゅうでくらそう。）のタイトルで、2003年4月 - 2015年10月2日まで放送された。

### 第1期（2003年4月 - 2004年10月）
2003年4月からは週末の15分番組としてリニューアル。パーソナリティーは一十三十一（ひとみとい）。日本各地の自然の風景を紹介した。
JFNで「RADIO JAPAN on Sunday」をネットしていたほとんどの地域では7:15から放送されていた。
2004年4月からは週末の5分番組に変更。柴田玲をパーソナリティーに、月ごとのゲストによるコラムで構成した。
ゲスト
2004年
- 夏川りみ（4月）
- 向井亜紀（5月）
- 渡辺貞夫（6月）
- 渡辺満里奈（7月）
- 長谷川理恵（8月）
- 清水國明（9月）

### 第2期（2004年10月 - 2015年10月）
2004年10月から平日朝の放送に移行、それと同時に再び朝のワイド番組に内包となった。毎回JFN38局のどこかに電話をつないで、アースコンシャスな話題を伝えてもらう。
原則として各局のアナウンサーが出演するが、エフエム東京が担当する南関東（東京・神奈川・埼玉・千葉）に関してはアナウンサーではなく、稲葉弥生が担当する例もある。また、話題を伝えてもらった放送局からはプレゼント（東京だと東京のものになる）がある。
「6Sense」→「Eyes on Japan」→「SKY」→「クロノス」の1コーナーとして放送された。クロノスでの放送時間は6:40 - 6:44。

ただし、FM FUKUOKAではかつては自社制作番組「STAND UP! MORNING」に内包、その後独立枠で、FM OSAKAでは自社制作番組「OSAKA MORNING VIEW」（月 - 木）「Precious.」（金）、FM AICHI→@FMでは自社制作番組「Brand-New RADIO」にそれぞれ内包された。
また、SKYに内包されるようになってから、ポッドキャスト配信もスタートした。
2015年10月2日をもって12年半に渡る放送に終止符が打たれた。
パーソナリティー
- 七尾藍佳（2004年10月 - 2006年9月）
- 石川實（2006年10月 - 2008年3月）
- 八代英輝（2008年4月 - 2009年3月、月-木）
- リサ・ステッグマイヤー（2008年4月 - 2010年3月、金）
- 中西哲生、高橋万里恵（2009年4月-2010年3月、月-木 → 2010年4月-、毎日）

### サウンドステッカー
サウンドステッカーはアカペラ・グループのINSPiが唄っていた。このサウンドステッカーは番組公式サイトで聴くことができた。

## 未来へのタカラモノ
コスモ アースコンシャス アクト 未来へのタカラモノ（コスモアースコンシャスアクト みらいへのタカラモノ）は、2015年10月5日から番組内容、タイトルを一新してスタート。
これまでの日本国内から視点を変え、世界で行われるエコやアースコンシャスの取り組みを紹介していく。
引き続き放送時間は6:40 - 6:44で「クロノス」→「ONE MORNING」の1コーナーとして放送される。
ただし、エフエム北海道（AIR-G'）では単独番組として放送される他、エフエム愛知（FM AICHI）でも自社制作番組「ONE MORNING AICHI」に内包される。
2023年4月28日をもって、通算25年間にわたる朝の帯番組としての放送を終了した。本コーナー直前のコーナーは途中から一部ネット局で放送されなくなり、本コーナーのみネット受けする形を取っていたため、終了と共に6時台のJFN38局ネットのコーナーとしては廃止され、平日朝の情報番組枠の6時台におけるAラインプログラムは実質解消されている（2023年4月改編以降、明確に38局ネットのAラインプログラムとして機能しているのは6:39のCM枠のみ）。

### パーソナリティ
- 高橋万里恵（2015年10月5日 - 2018年3月30日、毎日）
- ケリーアン (2018年4月2日 - 同年9月26日、月 - 水)
- 中西哲生（2015年10月5日 - 2019年3月28日 、毎日）
  - 2016年4月1日から金曜日は「速水健朗のクロノス・フライデー」で放送されるが、原則速水は出演せず、番組は中西と高橋→綿谷で事前に収録したものが放送されていたが、稀に速水と高橋→綿谷による生放送で放送されることがあった（クロノス・フライデーの最終回となる2019年3月29日も速水と綿谷による生放送だった）。
- 綿谷エリナ (2018年4月5日 - 2019年3月29日、毎日[2])
- 鈴村健一 (2019年4月1日 - 2021年3月31日、 毎日）
  - 2019年10月から2021年3月まで金曜は原則事前収録されたものを放送したが、稀に山崎樹範とエリザベスによる生放送で行われる場合があった。
- ハードキャッスル エリザベス (2019年4月1日 - 2021年3月31日、毎日)
- ユージ（2021年4月1日 - 2023年4月28日、毎日）
- 吉田明世（2021年4月1日 - 2023年4月28日、毎日）

## 未来へのメッセージ
2023年6月3日より、週末の5分番組としてリニューアル。毎月1名のアーティストや著名人が登場して「マイアースコンシャスアクト」を紹介する。なお6月3日（初回放送）・9月30日・10月7日・10月28日及び2025年1月18日は、番組内容の概要をアナウンスしたのみである。

### 出演者
2023年
- 藤巻亮太（6月10日 - 7月1日）
- 井手上漠（7月8日 - 29日）
- IMALU（8月5日 - 26日）
- 片平里菜（9月2日 - 23日）
- 佐藤光 (茅ヶ崎市市長)（10月14日 - 21日）
- Anly（11月4日 - 25日）
- 滝沢秀一 (マシンガンズ)（12月2日 - 30日）

2024年
- 長谷川孝一 (一般社団法人 地球の楽校)（1月6日 - 13日）
- 齊藤郁子 (認定NPO法人 グリーンバレー理事)（1月20日 - 27日）
- 露木志奈（2月3日 - 24日）
- 野口健（3月2日 - 30日）
- 一青窈（4月6日 - 27日）
- 新羅慎二 (若旦那・湘南乃風)（5月4日 - 25日）
- 有本智 (自然回復を試みる会「ビオトープ孟子」理事長)（6月1日 - 29日）
- 上田優紀（7月6日 - 27日）
- Micro (Def Tech)（8月3日 - 31日）
- 春名千代 (NPO法人・奥播磨夢倶楽部理事長)（9月7日 - 28日）
- 田中直樹 (ココリコ)（10月5日 - 26日）
- 菊地信介 (NPO法人・特定非営利活動「スパっと鳴子温泉自然エネルギー」)（11月2日 - 30日）
- 井上咲楽（12月7日 - 28日）

2025年
- 横須賀市市役所の環境課及びインフォメーション紹介（1月4日 - 25日）
- CRAZY COCO（2月1日 - 22日）
- 柱本健司 (公益財団法人・かながわ海岸美化財団)（3月1日・8日）
- 齋藤克希 (サスティナブル推進協会「NAMIMATI」代表理事)（3月15日・22日）
- 尾崎智子 (スタイレム瀧定大阪)（3月29日）
- 古坂大魔王（4月5日 - 26日）
- WoWキツネザル (環境エンターテイナー)（5月3日 - 31日）
- 與那城奨 (JO1)（6月7日 - 28日）
- 早見優（7月5日 - 26日）
- たかまつなな（8月2日 -）

### アースコンシャス関連番組
- EARTH CONSCIOUS STREAM - 1993年4月から2001年3月までエフエム山口で放送された番組。
- COSMO ECO Marché - FM大阪「Marché Coucou」内で、2023年6月から2024年6月まで毎週月曜日9:42頃に放送されていたコーナー。
- COSMO みらいかぜ - エフエム青森・FM山形・ふくしまFMでJFNC「OH! HAPPY MORNING」内で、2023年6月から2024年6月まで毎週月曜日10:20に放送されていたコーナー。
- コスモ アースコンシャスアクト 未来のミカタ - AIR-G'「北川久仁子のbrilliant days×F」内で、2024年7月から2025年3月まで11:40頃に放送されていたコーナー。
- コスモ アースコンシャスアクト 未来へのトビラ - エフエム愛媛「Fine」内で、2024年7月から2025年3月まで毎週月曜日10:20頃に放送されていたコーナー。
- コスモ アースコンシャスアクト 未来へのメッセージ in 静岡 - K-MIX「K-MIX Slow-City 」内で、2025年4月より13:30頃に放送されているコーナー。
- コスモ アースコンシャスアクト 未来へのメッセージ in 山口 - エフエム山口「COZINESS」内で、2025年4月より毎週木曜日15:30頃に放送されているコーナー。